# لايتي

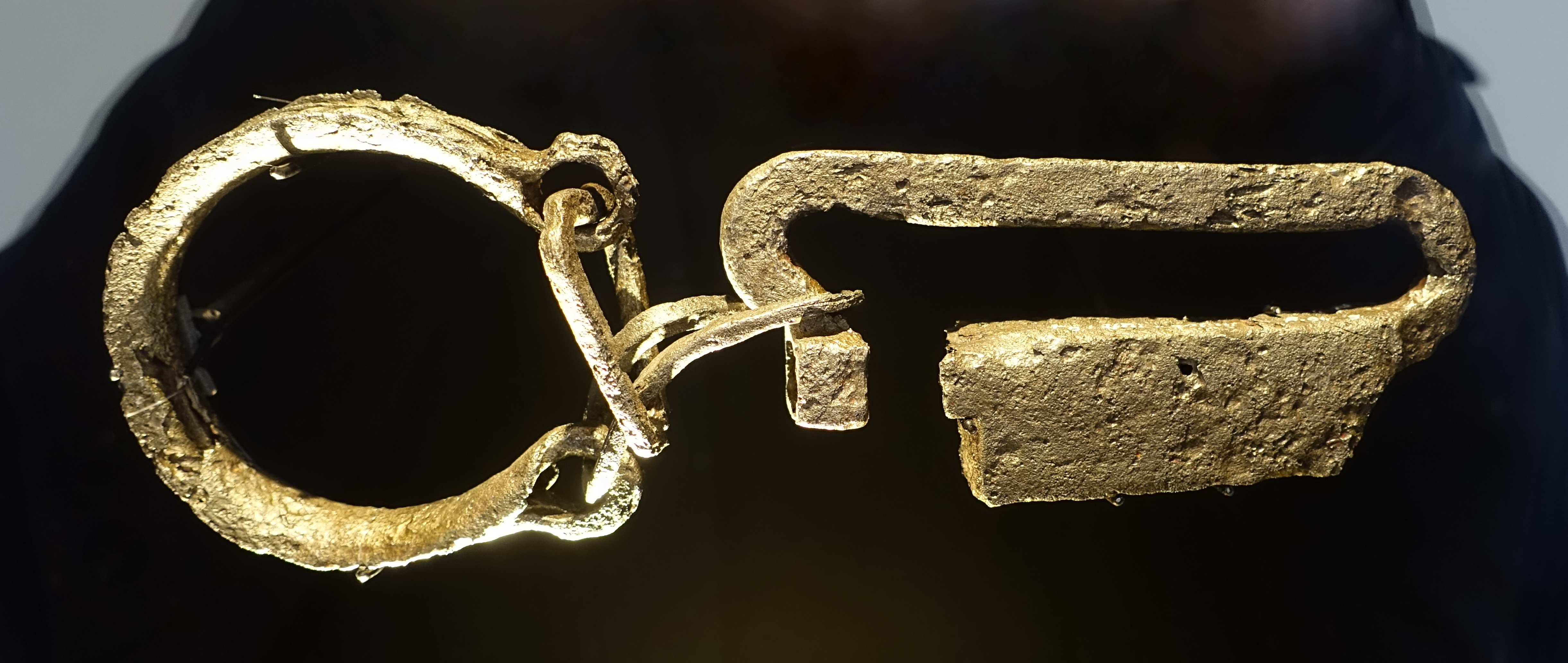
قيد الكاحل للعبد، الروماني، من القرن الثاني إلى القرن الثالث الميلادي- شتوتغارت، ألمانيا

لايتي (بالإنجليزية: Laeti) جمع كلمة لايتوس. كان مصطلحًا مستخدمًا في أواخر الإمبراطورية الرومانية للدلالة على مجتمعات البربري «البرابرة»، أي الأجانب، أو الأشخاص من خارج الإمبراطورية المسموح لهم بالاستيطان، والممنوحين أرضًا ضمن أراضي الإمبراطورية بشرط أن يوفروا مجندين للجيش الروماني. إن أصل مصطلح لايتوس غير مؤكد، وتعني «محظوظ» أو «سعيد» باللاتينية ولكنها قد تكون مشتقة من كلمة غير لاتينية. قد تكون مشتقة من كلمة جرمانية تعني «القن» أو «المستوطن شبه الحر». تشير مستندات أخرى إلى أن المصطلح كان من أصل كلتي أو إيراني.

## أصل
لربما كان اللايتي مجموعات مهاجرين من القبائل التي عاشت خارج حدود الإمبراطورية. كانوا على اتصال دائم وحرب متقطعة مع الإمبراطورية منذ أن استقرت حدودها الشمالية في عهد أغسطس قيصر في أوائل القرن الأول. في الغرب، كانت هذه القبائل جرمانية بشكل أساسي وتعيش وراء نهر الراين. لم يرد ذكر اللايتي في القسم الشرقي من الإمبراطورية. تذكر المصادر الأدبية اللايتي فقط بدءًا من أواخر القرنين الثالث والرابع.
على الرغم من أن المصادر الأدبية تذكر اللايتي فقط منذ القرن الرابع وما بعد، من المحتمل أن أسلافهم كانوا موجودين في وقت مبكر من القرن الثاني: أفاد مؤرخ القرن الثالث ديو كاسيوس أن الإمبراطور ماركوس أوريليوس (حكم 161-180) قد منح الأرض في المناطق الحدودية من جرمانيا، وبانونيا، ومويسيا وداقية، وحتى في إيطاليا نفسها لمجموعات من أفراد قبائل ماركوماني وكوادي وأيازيجيس الذين أُسِروا خلال الحروب الماركومانية (على الرغم من أن ماركوس أوريليوس قد طرد في وقت لاحق أولئك الذين استقروا في شبه الجزيرة بعد أن تمردت مجموعة واحدة واستولت لفترة وجيزة على رافينا، قاعدة الأسطول الأدرياتيكي). قد يكون هؤلاء المستوطنين هم اللايتي الأصليون. في الواقع، ثمة أدلة على أن ممارسة توطين مجتمعات البربر داخل الإمبراطورية تمتد إلى عهد الإمبراطور المؤسس أوغسطس قيصر نفسه (حكم 42 قبل الميلاد - 14 بعد الميلاد): خلال عصره، نُقِل عدد من المجموعات الفرعية للقبائل الجرمانية من الضفة الشرقية لنهر الراين بناءً على طلبهم الخاص إلى الضفة الغربية التي يسيطر عليها الرومان، كقبيلة كوغرني، وهي مجموعة فرعية من قبيلة سيكامبريون، والأوبيون. في عام 69، ورد أن الإمبراطور أوثو قد استقر في مجتمعات الموريطنيين من شمال إفريقيا في مقاطعة هيسبانيا بايتيكا (الأندلس الحديثة، إسبانيا). بالنظر إلى شهادة العديد من الأفواج المساعدة بأسماء هذه القبائل في القرنين الأول والثاني، فمن المحتمل أن قبولهم في الإمبراطورية كان مشروطًا بنوع من الالتزامات العسكرية (يذكر تاسيتوس أن الأوبيين قد كُلِفوا بمهمة حراسة الضفة الغربية لنهر الراين) أي أنهم كانوا لايتي من جميع النواحي ما عدا الاسم.
قد يكون اسم لايتي قد أصبح أكثر استخدامًا بعد أن تمكن كوينتوس أميليوس لايتوس من دعم الفيالق الدانوبية الخاصة بسيبتيموس سيفيروس وأخذ في النهاية 15 ألف دانوبي إلى الحرس البريتوري في روما. استمر حكم سلالة سيفيران لمدة 42 عامًا، خدم خلالها الدانوبيون كحرس بريتوري.

## التنظيم
إن الدساتير الدقيقة التي نظمت مستوطنات اللايتي مبهمة. من الممكن أن دساتيرهم كانت قياسية، أو أن المصطلحات تفاوتت من مستوطنة لأخرى. ثمة شك أيضًا حول ما إذا كانت الأحكام التي نظمت اللايتي كانت مختلفة عن تلك التي انطبقت على الجنتايل «السكان الأصليون» أو الديدتشي «البرابرة المستسلمون» أو التريبوتري «الشعوب الملزمة بدفع الجزية». من الممكن أن تكون هذه الأسماء قد استخدمت بالتبادل، أو على الأقل كانت متداخلة إلى حد كبير. من ناحية أخرى، قد تشير إلى مجتمعات مختلفة قانونيًا مع مجموعات مميزة من الالتزامات والامتيازات الخاصة بكل مجتمع. على الأرجح، كان مصطلحا اللايتي والجنتايل يحلان محل بعضهما، إذ وردا في نفس القسم في كتاب قائمة الرتب والوظائف (نوتيتسيا)، وكلاهما يشير إلى المستوطنات الطوعية. بالإضافة إلى ذلك، غالبًا ما تضع قائمة الرتب والوظائف المصطلحين معًا، على سبيل المثال برايفيكتوس لايتورم جينتيليوم سفيفوروم في بايو، و برايفيكتوس لايتورم جينتيليوم في رانس.
مُنحت مجموعات لايتي المكتفية ذاتيًا والقادرة على التناسل (بما في ذلك النساء والأطفال) الأرض للاستقرار في الإمبراطورية من قبل الحكومة الإمبراطورية. يبدو أنهم شكلوا كانتونات عسكرية مميزة، والتي ربما كانت خارج الإدارة الإقليمية العادية، حيث كانت المستوطنات تحت سيطرة برايفيكتوس لايتورم رومان (أو برايفيكتوس جينتيليوم) الذين كانوا على الأرجح ضباطًا عسكريين يقدمون التقارير إلى الماجيستر بيديتوم برايزنتاليس (قائد جيش المرافقة الإمبراطوري) في إيطاليا. كان هذا القائد في أواخر القرن الرابع/أوائل القرن الخامس بمثابة القائد الأعلى الفعلي للجيش الروماني الغربي.
مقابل منحهم امتيازات بالسماح لهم بدخول الإمبراطورية ومنحهم الأراضي، توجب على المستوطنين اللايتيين تزويد الجيش الروماني بالمجندين، على الأرجح بنسب أكبر من المجتمعات العادية التي كانت مسؤولة عن التجنيد المنتظم للإمبراطورية المتأخرة. قد تحدد المعاهدة التي تمنح اللايتي أراضٍ مجتمعية مساهمتهم بالمجندين لمرة واحدة وللأبد، أو عدد محدد مطلوب من المجندين كل عام. ثمة معاهدة موازية محتملة مع روما وهي معاهدة قبيلة باتافي من جرمانيا الصغرى في القرن الأول. تشير الإحصائيات أنه في عصر جوليو كلوديان، جُند نحو نصف ذكور باتافي الذين بلغوا سن الخدمة العسكرية في قوات الاحتياط الرومانية.
ثمة خلاف كبير حول ما إذا كان المجندون من مستوطنات لايتي قد شكلوا وحداتهم العسكرية الخاصة بهم أو كانوا ببساطة جزءًا من المجمع العام لمجندي الجيش. وجهة النظر التقليدية للعلماء هي أن البرايفيكتي ليتوروم أو الجينتيليوم المذكوران في قائمة الرتب والوظائف كانا يقودان فوج من اللايتي المنسوبين إليهم. بعض الأفواج اللايتية كانت موجودة بالتأكيد. ضمت جيوش البرايزنتاليس في كل من الشرق والغرب سكولاي (وحدات النخبة من سلاح الفرسان) من الجينتايل. يرد أيضًا ذكر فوج ثابت يسمى لايتي في الاشتباك بين الإمبراطور قنسطانطيوس الثاني ويوليان المرتد في 361؛ وفوج يسمى فيليسيس ليتوروم في القرن السادس في إيطاليا. من المحتمل أن وحدتي السرب الأول سارماتاروم و نوميروس نوفريدي في القرن الثالث من بريطانيا قد تكونتا من اللايتي.
لكن إلتون وغولدسورثي يجادلان بأن اللايتي جُنِّدوا عادة في الوحدات العسكرية القائمة، ونادرًا ما شكلوا وحداتهم الخاصة. الدعم الرئيسي لهذا الرأي هو مرسوم 400 بعد الميلاد في قانون ثيودوسيان (باللاتينية: Codex Theodosianus) الذي يخول الماجيستر ميليتوم برايزنتاليس بتجنيد الألامانيين والسارماتيانيين من اللايتي، جنبًا إلى جنب مع مجموعات أخرى مثل أبناء قدامى المحاربين. ربما يشير هذا إلى أن اللايتي كان يُنظر إليهم على أنها جزء من المجمع العام للمجندين. في هذه الحالة، من الممكن أن البرايفيكتي لايتوروم/جينتيليوم كانت أدوارًا إدارية بحتة مختصة بضمان الضريبة العسكرية الكاملة من كانتوناتهم كل عام.